# 沙恩·希捷士
沙恩·彼得·希捷士（英語：Shane Peter Higgs，1977年5月13日—）是一名英格蘭足球運動員，司職門將。

## 生平
早期
希捷士的足球生涯於布里斯托流浪展開。1995年9月，他被外借至約克城，然而卻並未替其上陣過一次。1996年11月19日，他代表布里斯托流浪在對般尼的聯賽賽事中首次上陣。然而他最終在1998年轉會至伍斯特城，在他效力布里斯托流浪期間，僅代表球會上陣了10次。
車頓咸
在伍斯特城度過了一個球季後，希捷士在FA XI對南部聯賽代表隊的賽事中的表現吸引了車頓咸，球會繼而在1999年以1萬英鎊的身價簽入他。他加盟後，擔任了球會的後備門將約四年，僅次於當時車頓咸的正選門將史提芬·博奇，最終他在2003年3月打進了一隊的陣容。
從那時起，他成為球隊王牌，他協助了車頓咸保留其英甲地位，而且兩度獲得車頓咸年度最佳球員，這些都為他贏得了很高的評價。
狼隊
2008年11月27日，希捷士被外借至狼隊。雖然狼隊兩度延長希格斯的借用期，然而他卻並未代表球隊上陣過一次。
列斯聯
2009年7月13日，希捷士自由轉會至列斯聯，並簽下了一年合約。他揚言希望其加盟能推動時任列斯聯首席門將卡斯柏·安卡格連。
諾咸頓
加盟列斯聯兩季僅獲派上陣29場，希捷士於2011年夏季被棄用，直到2011年12月22日才獲英乙球會諾咸頓邀請加盟，雙方簽署18個月合約。

## 榮譽
車頓咸
- 英乙附加賽冠軍： 2001/2002
- 英乙附加賽冠軍： 2005/2006

狼隊
- 英冠冠軍: 2008/2009

個人
- 車頓咸2006–07年度最佳球員
- 車頓咸2007–08年度最佳球員

## 外部連結
- Shane Higgs player profile at ctfc.com
- 足球数据库：沙恩·希捷士的球员统计数据